# Peter Johan Montan
Peter Johan Montan, född 6 september 1731, död 9 maj 1792, var en svensk lagman och häradshövding.
Han blev 1756 häradshövding i Ås och Gäsene härader och 1768 i Bara, Harjagers och Torna härader. Han blev adjungerad ledamot av Göta hovrätt 1759. Han var lagman i Skånska lagsagan från 1777 intill sin död 1792..